# Назимово (Красноярский край)
Нази́мово — деревня в составе Новоназимовского сельсовета Енисейского района Красноярского края.

## Географическое положение
Деревня расположена на левом берегу Енисея в 9 км на юго-восток от центра сельсовета, поселка Новоназимово, и в примерно 140 км на северо-северо-запад по прямой от районного центра города Енисейск.

## Климат
Климат резко континентальный с низкими зимними температурами, застоем холодного воздуха в долинах рек и котловинах. В зимнее время над поверхностью формируется устойчивый Сибирский антициклон, обусловливающий ясную и морозную погоду со слабыми ветрами. Континентальность климата обеспечивает быструю смену зимних холодов на весеннее тепло. Однако низменный рельеф способствует проникновению арктического антициклона. Его действие усиливается после разрушения сибирского антициклона с наступлением теплого периода. Поэтому до июня бывают заморозки. Средние многолетние значения минимальных температур воздуха в самые холодные месяцы — январь и февраль — составляет −25…-27°С, а абсолютный минимум достигает −53…-59°С. Средние из максимальных значений температуры для наиболее теплого месяца (июля) на всем протяжении долины колеблются в пределах 24 — 25°С, а абсолютные максимумы температур в летние месяцы достигают значений в 36 — 39°С. Зима продолжительная. Период со средней суточной температурой ниже −5° на всей протяженности составляет около 5 месяцев (с ноября по март). Ниже 0° — около полугода. Продолжительность безморозного периода в рассматриваемом районе составляет 103 дня, при этом первые заморозки наблюдаются уже в начале сентября. Последние заморозки на поверхности почвы могут наблюдаться в мае.

## История
Основана деревня в 1631 году как зимовье землепроходцем Ерофеем Хабаровым. Именовалось позднее как село Назимовское. Упоминается с 1669 года. В Назимово в 1840-х годах отбывал ссылку декабрист Александр Иванович Якубович. Он работал служащим золотопромышленной компании. В середине XIX века в селе 95 казенных, то есть государственных, крестьян и 12 других. Количество дворов — 60. Занималось население рыбным и звериным промыслом, перевозкой тяжестей на золотые прииски и малая часть — хлебопашеством. По данным за 1911 год в селе насчитывалось 83 двора, число душ на 1 января 1911 года 477. В начале 1920-х в Назимово 112 дворов, это самое большое число из всех населенных мест Анциферовской волости. Назимово было пограничным северным пунктом, где в то время занимались хлебопашеством. В 1928 году население 684 человека. В 30-е годы создан был колхоз «Сибирь».

## Население
| 2010 | 2016 |
| ---- | ---- |
| 243  | ↘223 |

Постоянное население составляло 284 человек в 2002 году (40 % немцы, 60% русские), 223 в 2010.